# Takīs Korōnaios
Panagiōtīs Korōnaios, detto Takīs (in greco Παναγιώτης "Τάκης" Κορωναίος?; Retimo, 8 ottobre 1952), è un ex cestista e allenatore di pallacanestro greco.

## Palmarès

### Giocatore
- Campionato greco: 11

Panathinaikos: 1968-69, 1970-71, 1971-72, 1972-73, 1973-74, 1974-75, 1976-77, 1979-80, 1980-81, 1981-82, 1983-84
- Coppa di Grecia: 3

Panathinaikos: 1979, 1982, 1983